# Hermandad de la Oración del Huerto (Moguer)
La Venerable Real y Franciscana Cofradía de Jóvenes Nazarenos del Santísimo Cristo del Amor en la Oración en el Huerto es una cofradía del pueblo de Moguer, en Huelva (España).
- Popularmente conocida como "La Oración del Huerto".
- Fundada el año 1974.
- Sede: Ermita de San Sebastián.
- Horario procesional: 19:00 hasta las 23:30 horas.
- Penitentes: Las túnicas son azul cielo con botonadura, cíngulo, capa y antifaz de color morado. El escudo se sitúa en el antifaz, a la altura del pecho.
- Imágenes: Las imágenes del Cristo del Amor y el Querubín fueron realizadas en 1975 por Antonio León Ortega.
- Pasos: La procesión consta de 1 paso. El paso porta al Santísimo Cristo del Amor acompañado del Querubín y un olivo.

La primera salida procesional tuvo lugar en 1975. Esta hermandad se caracteriza por que sus penitentes son en su mayoría niños.

## Historia

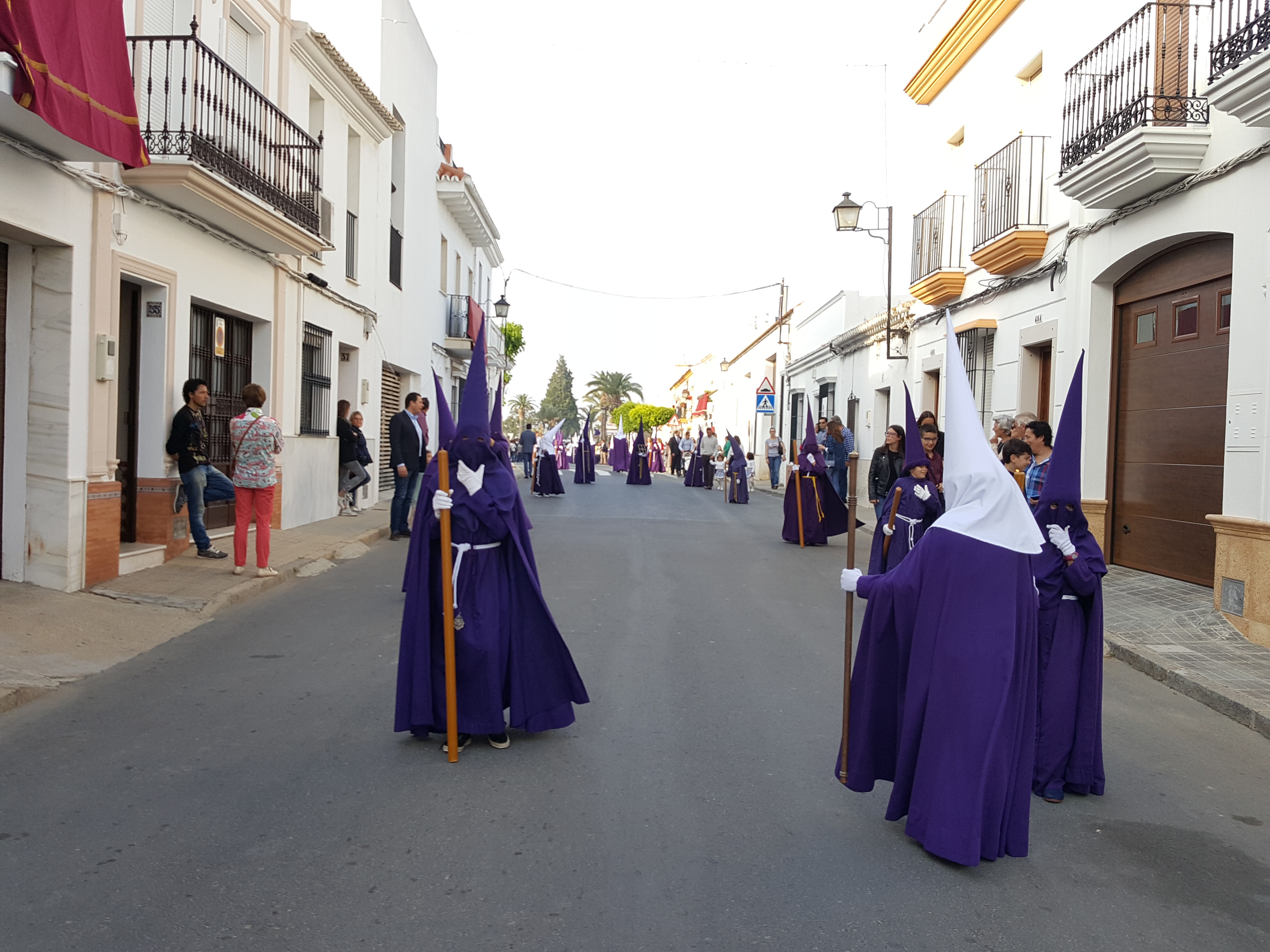
Desfile procesional.